# 郭振清

郭振清在电影《平原游击队》里扮演的李向阳。

郭振清（1927年8月—2005年8月24日），男，天津人，中国电影演员。毕业于华北职工干部学校，先后为天津总工会文工团演员，天津艺术剧院演员，长春电影制片厂演员。20世纪五十年代初期，因主演《平原游击队》蜚声影坛。

## 生平
郭振清生于天津一个工人家庭。早年在私塾中读书，16岁时开始在电车公司当售票员，后担任电车公司的文教委员。此后又在华北职工干部学校学习，任天津总工会文工团演员、天津艺术剧院演员。
1952年在长春电影制片厂的影片《六号门》担纲主角胡二，这是郭振清出演的首个电影角色。1955年，在长春电影制片厂的《平原游击队》中，扮演游击队队长李向阳，一举成名。1957年荣获全国最受观众欢迎的演员荣誉称号。郭沫若曾题词一首赠郭振清。词曰：“凤头鸠见桑葚，独立枝头有所思。自我陶醉不可耽，高飞四海颂和平，月桂菊可寻。”
1975年主演文革电影《决裂》，反映出“教育战线”上“两条路线”的斗争。
此外，郭振清的相声表演也广受欢迎，他曾和朱相臣合作表演《卖估衣》。1981年年郭振清回到天津，任天津市广播局演员。1988年离休，享受区、局级政治、生活待遇。1993年享受国务院颁发的专家政府特殊津贴。

## 主要电影作品
- 《六号门》 1952年
- 《英雄司机》 1954年
- 《平原游击队》 1955年
- 《暴风雨中的雄鹰》 1957年
- 《花好月圆》 1958年
- 《换了人间》 1959年
- 《羌笛颂》 1960年
- 《我们这一代人》 1960年
- 《独立大队》 1964年
- 《英雄儿女》 1964年
- 《钢铁巨人》 1974年
- 《严峻的历程》 1978年
- 《游击战役》
- 《排球之花》 1980年
- 《荒娃》 1989年
- 《艳阳天》 1973年
- 《决裂》 1975年
- 《魂荡东洋》 1987年
- 《四等小站》 1984年
- 《济南战役》 1979年
- 《山村新人》 1976年
- 《万木春》 1961年
- 《遗失的伴侣》 1988年